# Élections générales anglaises d'octobre 1679
 (juin 2017).
Si vous disposez d'ouvrages ou d'articles de référence ou si vous connaissez des sites web de qualité traitant du thème abordé ici, merci de compléter l'article en donnant les références utiles à sa vérifiabilité et en les liant à la section « Notes et références ».
Les élections générales anglaises d'octobre 1679 voit le retour d'une majorité des membres en faveur de l'Exlcusion Bill. Elle s'est assemblée le 21 octobre 1680, et a été dissoute 3 mois plus tard le 18 janvier 1681[réf. nécessaire].